# علم‌الجمال و جمال در ادب فارسی
علم‌الجمال و جمال در ادب فارسی رسالهٔ دکتری ادبیات فارسی سیمین دانشور از دانشگاه تهران است، به راهنمایی فاطمه سیاح و بدیع‌الزمان فروزانفر، که به کوشش مسعود جعفری به صورت کتاب منتشر شده‌است.